# Ivica Batarelo
Ivica Batarelo (Spalato, 12 maggio 1998) è un calciatore croato, difensore del Ballkani.

## Caratteristiche tecniche
È un difensore centrale.

## Carriera

### Club
Il 20 febbraio 2015, dopo esser stato capitano dell'U-17 dell'Adriatic Spalato, si trasferisce nelle giovanili dell'Hajduk Spalato firmando un contratto borsa di studio dalla durata di un anno e mezzo. Il 20 agosto 2017 fai il suo debutto con l'Hajduk Spalato II partendo da titolare nella partita di 2.HNL vinta 2-0 contro il Kustošija. 
Il 31 gennaio 2019 viene ceduto in prestito al Krško. Terminata l'avventura nella squadra riserve dei Bili nella quale ha indossato anche la fascia da capitano, il 19 agosto 2020 si accasa tra le file del Sebenico.  
Il mese seguente fa il suo debutto con i Narančasti scendendo in campo in occasione del match di campionato vinto 3-2 contro la Lokomotiva Zagabria. 
Nel 2023 si accasa nel Croatia Zmijavci militante in 1.NL.

## Statistiche

### Cronologia presenze e reti in nazionale
| Cronologia completa delle presenze e delle reti in nazionale ― Croazia under 20 | Cronologia completa delle presenze e delle reti in nazionale ― Croazia under 20 | Cronologia completa delle presenze e delle reti in nazionale ― Croazia under 20 | Cronologia completa delle presenze e delle reti in nazionale ― Croazia under 20 | Cronologia completa delle presenze e delle reti in nazionale ― Croazia under 20 | Cronologia completa delle presenze e delle reti in nazionale ― Croazia under 20 | Cronologia completa delle presenze e delle reti in nazionale ― Croazia under 20 | Cronologia completa delle presenze e delle reti in nazionale ― Croazia under 20 |
| Data                                                                            | Città                                                                           | In casa                                                                         | Risultato                                                                       | Ospiti                                                                          | Competizione                                                                    | Reti                                                                            | Note                                                                            |
| ------------------------------------------------------------------------------- | ------------------------------------------------------------------------------- | ------------------------------------------------------------------------------- | ------------------------------------------------------------------------------- | ------------------------------------------------------------------------------- | ------------------------------------------------------------------------------- | ------------------------------------------------------------------------------- | ------------------------------------------------------------------------------- |
| 5-9-2018                                                                        | Čakovec                                                                         | Croazia under 20                                                                | 1 – 0                                                                           | Russia under 20                                                                 | Amichevole                                                                      | -                                                                               | 69’                                                                             |
| 7-9-2018                                                                        | Nedelišće                                                                       | Croazia under 20                                                                | 1 – 0                                                                           | Russia under 20                                                                 | Amichevole                                                                      | -                                                                               | 75’                                                                             |
| 7-9-2018                                                                        | Zagabria                                                                        | Croazia under 20                                                                | 3 – 1                                                                           | Bielorussia under 20                                                            | Amichevole                                                                      | -                                                                               | 72’                                                                             |
| 22-3-2019                                                                       | Kriens                                                                          | Svizzera under 20                                                               | 4 – 1                                                                           | Croazia under 20                                                                | Amichevole                                                                      | -                                                                               |                                                                                 |
| Totale                                                                          |                                                                                 | Presenze                                                                        | 4                                                                               |                                                                                 | Reti                                                                            | 0                                                                               |                                                                                 |

| Cronologia completa delle presenze e delle reti in nazionale ― Croazia under 19 | Cronologia completa delle presenze e delle reti in nazionale ― Croazia under 19 | Cronologia completa delle presenze e delle reti in nazionale ― Croazia under 19 | Cronologia completa delle presenze e delle reti in nazionale ― Croazia under 19 | Cronologia completa delle presenze e delle reti in nazionale ― Croazia under 19 | Cronologia completa delle presenze e delle reti in nazionale ― Croazia under 19 | Cronologia completa delle presenze e delle reti in nazionale ― Croazia under 19 | Cronologia completa delle presenze e delle reti in nazionale ― Croazia under 19 |
| Data                                                                            | Città                                                                           | In casa                                                                         | Risultato                                                                       | Ospiti                                                                          | Competizione                                                                    | Reti                                                                            | Note                                                                            |
| ------------------------------------------------------------------------------- | ------------------------------------------------------------------------------- | ------------------------------------------------------------------------------- | ------------------------------------------------------------------------------- | ------------------------------------------------------------------------------- | ------------------------------------------------------------------------------- | ------------------------------------------------------------------------------- | ------------------------------------------------------------------------------- |
| 1-2-2016                                                                        | Villa Decani                                                                    | Slovenia under 19                                                               | 2 – 0                                                                           | Croazia under 19                                                                | Amichevole                                                                      | -                                                                               |                                                                                 |
| Totale                                                                          |                                                                                 | Presenze                                                                        | 1                                                                               |                                                                                 | Reti                                                                            | 0                                                                               |                                                                                 |